# Carl Craig
Carl Craig   (Detroit, 22 de maig de 1969) és un productor de música electrònica, DJ i fundador del segell discogràfic Planet E Communications. És reconegut internacionalment com una figura destacada i pionera en la segona onada d'artistes techno de la ciutat de Detroit a finals de la dècada del 1980 i principis de la del 1990. Ha gravat amb el seu nom de pila i amb diversos àlies com Psyche, BFC i Innerzone Orchestra.
Craig ha remesclat també artistes com Manuel Göttsching, Maurizio, Theo Parrish, Tori Amos i Depeche Mode. Va ser nominat al premi Grammy 2008 pel seu remix de la cançó de Junior Boys «Like a Child». Ha publicat enregistraments col·laboratius amb Moritz von Oswald (Recomposed, 2008) i Green Velvet (Unity, 2015).

## Trajectòria
Carl Craig va néixer a Detroit el 22 de maig de 1969. La seva mare era mestra i el seu pare carter. Va assistir al Cooley High School on va desenvolupar el seu interès per la música. Va aprendre a tocar la guitarra i més tard es va interessar per la música de club a través del seu cosí Doug Craig, que treballava fent tasques d'il·luminació per a festes de la zona de Detroit. Després d'escoltar el programa de ràdio de Derrick May a l'emissora WJLB, Craig va començar a experimentar amb la gravació en un reproductor de cassets de doble platina.
Des de 1989, Craig ha publicat enregistraments amb un gran nombre d'àlies com Psyche, BFC, 69, Paperclip People i Innerzone Orchestra. Molts d'aquests primers llançaments de Psyche i BFC es van recopilar el 1996 a Elements 1989-1990. Craig va fundar el seu propi segell discogràfic anomenat Planet E Communications el 1991 des d'on ha publicat discos d'altres artistes com Kevin Saunderson, Moodymann i Kenny Larkin.
El seu primer àlbum d'estudi, Landcruising, es va publicar a Blanco y Negro Records el 1995. El 1996, va publicar The Secret Tapes of Doctor Eich com a Paperclip People. El 1997 va publicar More Songs About Food and Revolutionary Art i el 1999 va llançar Programed amb el sobrenom d'Innerzone Orchestra.
Craig va ser cocreador i director artístic del Detroit Electronic Music Festival el 2000 i el 2001, i va tornar a ser-ho el 2010. Craig va crear una instal·lació sonora, titulada Party/After-Party, que es va exhibir al museu d'art Dia Beacon el març de 2020.
Pitchfork el va descriure com un «pioner del techno». Craig s'ha apropat al techno inspirant-se en una àmplia gamma de gèneres musicals com el soul, el jazz, la new wave, la música industrial i el krautrock, mentre que els seus treballs han abastat estils basats en sintetitzadors modulars, breakbeat, house, clàssica i ambient techno. En una entrevista del 2015 va citar The Electrifying Mojo, Prince, Kraftwerk, Juan Atkins i Jeff Mills com les principals influències en la seva música.
La cançó de Craig de 1992 «Bug in the Bassbin», llançada amb el sobrenom d'Innerzone Orchestra, va ser recollida per punxadiscos com 4hero, Goldie i J Majik. Al Regne Unit, els DJ van començar a punxar-la a 45 rpm en lloc de les 33 rpm previstes. Segons Now, el tema «va acabar proporcionant inspiració i, en molts aspectes, escrivint el pla del que es convertiria en el drum and bass a Anglaterra».

## Discografia

### Àlbums
- Landcruising (1995)
- The Secret Tapes of Doctor Eich (1996) (as Paperclip People)
- More Songs About Food and Revolutionary Art (1997)
- Programmed (1999) (as Innerzone Orchestra)
- The Album Formerly Known As... (2005)
- Recomposed (2008) (with Moritz von Oswald)
- Unity (2015) (with Green Velvet)
- Versus (2017)

### Recopilacions
- The Sound of Music (1995) (as 69)
- Elements 1989-1990 (1996) (as Psyche/BFC)
- Designer Music V1 (2000)
- Abstract Funk Theory (2001)
- From the Vault: Planet E Classics Collection Vol. 1 (2006)
- The Legendary Adventures of a Filter King (2009) (as 69)

### Mescles de DJ
- DJ-Kicks: Carl Craig (1996)
- House Party 013: A Planet E Mix (1999)
- Onsumothasheeat (2001)
- The Workout (2002)
- Fabric 25 (2005)
- The Kings of Techno (2006) (with Laurent Garnier)
- Sessions (2008)
- Masterpiece (2013)
- Detroit Love (2019)

### EP
- 4 Jazz Funk Classics (1991) (as 69)
- Sound on Sound (1993) (as 69)
- Lite Music (1994) (as 69)
- The Floor EP (1996) (as Paperclip People)
- Just Another Day (2004)
- Paris Live (2007)